# Tei Shi
Valérie Teicher, née le 4 octobre 1990, davantage connue sous son nom de scène Tei Shi,  est une chanteuse-compositrice-interprète et productrice argentine indie pop, actuellement basée à Brooklyn. Elle sort son premier singles et vidéos musicales en 2013, son premier EP, Saudade, en novembre 2013 , puis en 2017, un album Crawl Space.

## Biographie
Valérie Teicher est née à Buenos Aires, en Argentine.  Tout au long de son enfance et de son adolescence, elle est amenée à déménager souvent, passant de Bogotá, en Colombie, à  Vancouver, en Colombie-Britannique, et à Montréal, au Québec. Elle étudie notamment au Berklee College of Music à Boston, Massachusetts, et par la suite déménage à New York,,.

### Premiers singles
À l'été 2013, Tei Shi sort son premier single, intitulé "M&Ms". Dummy  Magazine qualifie ce single de magnifique, avec son instrumentation minimaliste pour une mélodie a cappella. Une vidéo est publiée avec la chanson, et dirigé par Mac Boucher, le frère de la chanteuse-compositrice-interprète Grimes,.
Elle réalise son premier show à l'automne 2013, en jouant au CMJ. En novembre 2013, elle sort la deuxième promo de cet album, avec la chanson intitulé "Nevermind the End", et est remarquée à nouveau par la presse musicale, notamment  The Fader, et Kim Taylor Bennett dans Vice, ou encore Hypetrak,.
La troisième promo, le single "Nature Vs. Nurture", est publiée le 5 novembre 2013.
Tei Shi sort les six pistes du premier EP Saudade, le 12 novembre 2013. Parmi ses collaborateurs était son ami Luca (Gianluca Buccellati), qui elle avait rencontré lors de ses études à Berklee. Le mot "saudade" est portugais, décrivant un désir pour quelqu'un ou le souvenir heureux d'un lieu ou d'un moment. Ses précédents singles sont inclus dans l'EP, ainsi que plusieurs nouvelles pistes. Saudade bénéficie ultérieurement d'une sortie physique, en 2015.

### Suite et concrétisations
En janvier 2014, elle sort le premier single de Saudade, "Adder(f)all", comme un mp3 gratuit. Elle réalise sa deuxième vidéo musicale en mars 2014 pour le morceau "Nevermind the Endn." En mars 2014, elle est invitée sur un morceau, "Holiest" par Glass Animals. Elle chante un duo avec Dave Bayley, de Glass Animals. À l'été 2014, avec Gianluca Buccellati, ils arrangent et enregistrent une reprise de "No Angel" de Beyoncé.
Son deuxième EP, Verde, est publié en numérique le 14 avril 2015. Il sort  physiquement le 5 mai 2015 à Mermaid Avenue, et à l'étranger par l'intermédiaire de Double Denim Records et Caroline Australia. L'EP du premier single, "Bassically", est diffusé le 11 février 2015. "Bassically" est très bien reçu, accumulant plus de sept millions de vues sur Spotify. La vidéo musicale pour "Bassically" est réalisée par Nicolas Pesce et diffusé le 11 février 2015. Les images montrent un gang de femmes rebelles engagé dans les combats autour de New York. Elle explique : « je voulais une vidéo amusante et stimulante  comme la chanson, sans trop se prendre au sérieux ».
Le deuxième single de Verde, "See Me", bénéficie d'une vidéo musicale en août 2015 réalisé par Dreamtiger et Jonathan Aile. La vidéo est tournée à Bogota, où Tei Shi a passé une grande partie de son enfance. S'exprimant sur le tournage de la vidéo, elle explique : « C'était un contexte d'univers familier et de nouveauté pour moi. ».
"Get It", le troisième et dernier single de Verde, est diffusé avec une vidéo le 8 décembre 2015. Réalisé par Dreamtiger, la musique  est accompagnée des images de Saturne à partir de la mission Cassini-Huygens de la  NASA en 2004.
Elle passe une partie de 2015 et 2016, à se produire dans des festivals comme Electric Forest et Coachella, ainsi qu'à faire l'ouverture de concert d'autres musiciens comme Years and Years, Jungle, et Grimes. Elle commence également à travailler sur son premier véritable album, Crawl Space, et a signer un nouveau contrat d'enregistrement avec Downtown Records,.
Son premier album et premier long format, Scrawl Space, sort au printemps 2017. Le 27 janvier 2017, le premier single de Crawl Space, "Keep Runningr", est publié en numérique avec une vidéo musicale d'accompagnement réalisé par Agostina Gálvez.

## Discographie

### Albums Studio
| Année | Titre       | Détails |
| ----- | ----------- | --- |
| 2017  | Crawl Space | - Date de sortie: 31 mars 2017 - Étiquette: Downtown Records - Format: téléchargement Numérique, lecteur de CD     |
| 2019  | La Linda    | - Date de sortie: 15 novembre 2019 - Étiquette: Downtown Records - Format: téléchargement Numérique, lecteur de CD |

### EPs
| Année | Titre         | Détails                                                                                                 |
| ----- | ------------- | --- |
| 2013  | Saudade       | - Publié Le: 12 novembre 2013 - Label: Auto-produit - Format: téléchargement Numérique                  |
| 2015  | Verde         | - Sortie: 13 avril 2015 - Label: Auto-produit - Formats: téléchargement Numérique, lecteur de CD, Vinyl |
| 2020  | Die 4 Ur Love | - Sortie: 17 juillet 2020 - Label: Diktator - Format: téléchargement Numérique                          |

### Singles
| Année | Titre                                  | Album         |
| ----- | -------------------------------------- | ------------- |
| 2013  | "M&Ms"                                 | Saudade EP    |
| 2013  | "Nevermind the End"                    | Saudade EP    |
| 2013  | "Nature vs Nurture"                    | Saudade EP    |
| 2014  | "Adder(f)all"                          | Saudade EP    |
| 2014  | "Bassically"                           | Verde EP      |
| 2014  | "See Me"                               | Verde EP      |
| 2017  | "Keep Running"                         | Crawl Space   |
| 2017  | "How far"                              | Crawl Space   |
| 2017  | "Justify"                              | Crawl Space   |
| 2017  | "Say You Do"                           | Crawl Space   |
| 2019  | "A Kiss Goodbye"                       | La Linda      |
| 2019  | "Red Light"                            | La Linda      |
| 2019  | "Even If It Hurts" (avec Blood Orange) | La Linda      |
| 2019  | "Alone in the Universe"                | La Linda      |
| 2020  | "Die 4 Ur Love"                        | Die 4 Ur Love |
| 2020  | "Goodbye"                              | Die 4 Ur Love |

### Featurings
| Année | Titre                           | Primaire artiste(s) | Album                   | Détails de la mise en        |
| ----- | ------------------------------- | ------------------- | ----------------------- | ---------------------------- |
| 2014  | "Holiest" (featuring Tei Shi)   | Glass Animals       | Glass Animals EP        | Harvest Records (Mars 2014)  |
| 2015  | "Arrest Me" (featuring Tei Shi) | Shy Girls           | 4WZ EP                  | Auto-publié (février 2015)   |
| 2015  | "Best on" (featuring Tei Shi)   | Luca                | Singles only : Vol 1 EP | Downtown Records (Juin 2016) |